# كريستيان كانتويل
كريستيان كانتويل (بالإنجليزية: Christian Cantwell)‏ مواليد 30 سبتمبر 1980، هو لاعب دفع ثقل أمريكي. مثل بلاده في الأولمبياد وحصل على الميدالية الفضية.

## الميداليات
| الميدالية | المسابقة                                    |
| --------- | ------------------------------------------- |
| فضية      | الألعاب الأولمبية الصيفية 2008              |
| ذهبية     | بطولة العالم لألعاب القوى 2009              |
| برونزية   | بطولة العالم لألعاب القوى 2011              |
| ذهبية     | بطولة العالم لألعاب القوى داخل الصالات 2004 |
| ذهبية     | بطولة العالم لألعاب القوى داخل الصالات 2008 |
| ذهبية     | بطولة العالم لألعاب القوى داخل الصالات 2010 |
| ذهبية     | نهائي ألعاب القوى العالمي 2003              |

## روابط خارجية
- كريستيان كانتويل على موقع الاتحاد الدولي لألعاب القوى (الإنجليزية)
- كريستيان كانتويل على موقع الاتحاد الأمريكي لسباقات المضمار والميدان (الإنجليزية)
- كريستيان كانتويل على موقع الدوري الماسي (الإنجليزية)
- كريستيان كانتويل على موقع اللجنة الأولمبية الدولية (الإنجليزية)
- كريستيان كانتويل على موقع أوليمبيديا (الإنجليزية)
- كريستيان كانتويل على موقع اللجنة الأولمبية والبارالمبية الأمريكية (الإنجليزية)